# Gwen Summers
Gwen Summers (Littlerock, California; 13 de junio de 1978) es una actriz pornográfica estadounidense retirada.

## Biografía
Gwen Summers, cuyo nombre de nacimiento es Jennifer Belcher, nació en la ciudad californiana de Littlerock. Entró en la industria pornográfica en 1997, a la edad de 19 años.
A los 20 años, en 1998, se casó con Johnny Thrust, con el que tiene hasta la actualidad dos hijos. Entre 1999 y 2000 se tomó un parón para cuidar de su primer hijo.
Durante su parón de 1999, recibió su primera nominación en los Premios AVN a la Mejor escena de sexo lésbico en grupo por la película Phoenix Rising.
En el año 2000 ganó el premio XRCO a la Mejor escena de sexo en pareja por la dupla de las películas Nothing to Hide 3 & 4. Por estas mismas, se postuló en los AVN a Mejor actriz y a la Mejor escena de sexo chico/chica.
Como actriz, a lo largo de su carrera ha trabajado en producciones de Digital Sin, Vivid, Hustler, Adam & Eve, Digital Playground, New Sensations, JM Productions o Elegant Angel.
En 2001 recibió 6 nominaciones en los Premios AVN, destacando por Looker 2: Femme Fatale lo estuvo a Mejor actriz y a Mejor escena de sexo chico/chica; por Virgin Whore obtuvo una segunda nominación a Mejor actriz y otra a Mejor escena de masturbación; por último, por Trailer Trash Nurses obtuvo la de Mejor actriz de reparto.
Volvió a repetir en los AVN en 2003 con otras tres nominaciones. A Mejor actriz por la película Double Vision y a Mejor actriz de reparto y a Mejor escena escandalosa de sexo por la película Wife Taker.
Se retiró en 2008, habiendo aparecido en algo más de 260 películas, entre producciones originales y compilaciones. No obstante, recibió una nominación a posteriori en los AVN de 2010 a la Mejor escena de sexo lésbico en grupo por The Violation of Harmony.

## Premios y nominaciones
| Año  | Ceremonia    | Resultado | Premio                                | Trabajo                            |
| ---- | ------------ | --------- | ------------------------------------- | ---------------------------------- |
| 1999 | Premios AVN  | Nominada  | Mejor escena de sexo lésbico en grupo | Phoenix Rising                     |
| 2000 | Premios AVN  | Nominada  | Mejor actriz                          | Nothing to Hide 3 & 4              |
| 2000 | Premios AVN  | Nominada  | Mejor escena de sexo chico/chica      | Nothing to Hide 3 & 4              |
| 2000 | Premios XRCO | Ganadora  | Mejor escena de sexo en pareja        | Nothing to Hide 3 & 4              |
| 2001 | Premios AVN  | Nominada  | Mejor actriz                          | Looker 2: Femme Fatale             |
| 2001 | Premios AVN  | Nominada  | Mejor actriz                          | Virgin Whore                       |
| 2001 | Premios AVN  | Nominada  | Mejor actriz de reparto               | Trailer Trash Nurses               |
| 2001 | Premios AVN  | Nominada  | Mejor escena de sexo en grupo         | Secret Party                       |
| 2001 | Premios AVN  | Nominada  | Mejor escena de sexo lésbico en grupo | The Violation of Bridgette Kerkove |
| 2001 | Premios AVN  | Nominada  | Mejor escena de masturbación          | Virgin Whore                       |
| 2001 | Premios AVN  | Nominada  | Mejor escena de sexo chico/chica      | Looker 2: Femme Fatale             |
| 2003 | Premios AVN  | Nominada  | Mejor actriz                          | Double Vision                      |
| 2003 | Premios AVN  | Nominada  | Mejor actriz de reparto               | Wife Taker                         |
| 2003 | Premios AVN  | Nominada  | Mejor escena de sexo lésbico en grupo | Club Sin                           |
| 2003 | Premios AVN  | Nominada  | Mejor escena escandalosa de sexo      | Wife Taker                         |
| 2010 | Premios AVN  | Nominada  | Mejor escena de sexo lésbico en grupo | The Violation of Harmony           |